# 信息技术与创新基金会
資訊技术与创新基金会（Information Technology and Innovation Foundation，ITIF）是一家位于美國华盛顿特区的非营利性公共政策智庫，該智庫主要關注與工业和技术有關的公共政策。 截至2019年  ，宾夕法尼亚大学将ITIF评为全球最权威的與科技有關的公共政策智库。 不過ITIF因其与各類科技公司之間存在关系，因此該智庫發表的有關产业和技术政策方面的文章也會引起争议。 